# إليوشن إي أل-14
إليوشن إي أل-14 (بالإنجليزية: Ilyushin Il-14)‏ هي من صناعة إليوشن. كانت تستخدم بشكل أساسي من قبل القوات الجوية السوفيتية. كان أول طيران لها في 1 أكتوبر 1950. انتهت خدمتها في 1998. صنع منها 1,348 طائرة.